# Bandeja giratória

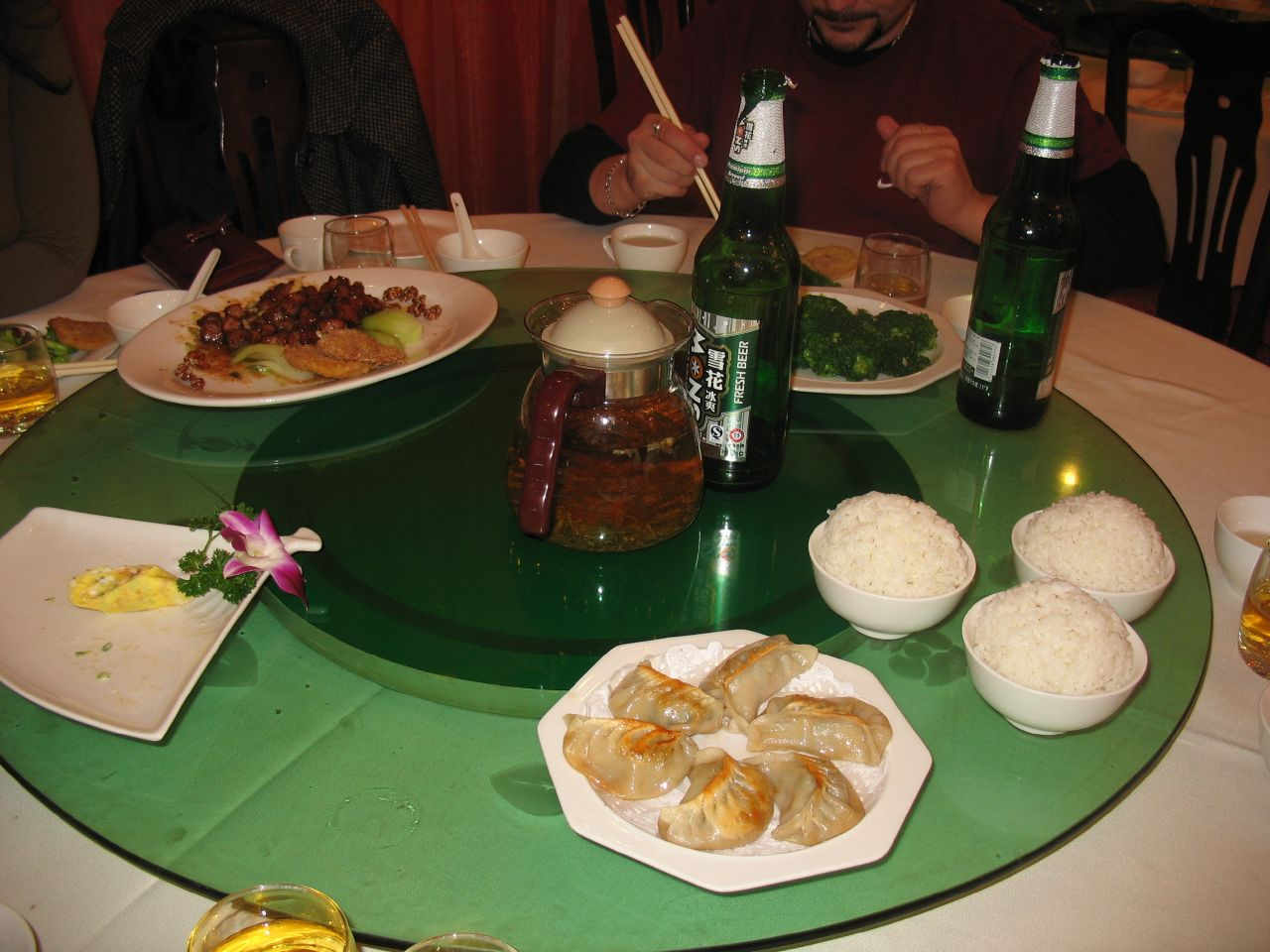
Bandeja giratória num restaurante Chinês

Uma bandeja giratória é uma bandeja rotatória circular, colocada no topo de uma mesa para facilitar acesso a alimentos ou condimentos.
A bandeja giratória pode ser feita a partir de uma variedade de materiais, geralmente de madeira, plástico ou vidro.

## Uso
A bandeja giratória é comum em restaurantes chineses.